# Nattens ljus
Nattens ljus è un film svedese del 1957 diretto da Lars-Eric Kjellgren.